# Атакан. Кровавая легенда
«Атакан. Кровавая легенда» — российский фильм ужасов, снятый режиссёром Александром Гришиным в 2020 году. Мировая премьера фильма состоялась 29 апреля 2021 года. Фильм был снят за 11 дней.

## В ролях
- Ксения Плюснина — Нора
- Владимир Кузнецов — Дмитрий Митин
- Денис Лукичев — Максим
- Анна Серпенева — Лана
- Полина Строгая — Полина
- Владислав Алтайский — Борис
- Дмитрий Чеша — недовольный студент
- Никита Марков — друг Максима
- Станислав Гирифанов — администратор

## Показ
Показ фильма состоялся в таких странах как Аргентина (29 апреля 2021), Перу (21 октября 2021), ОАЭ (16 декабря 2021), Бразилия и Тайвань.

## Критика
Пётр Волошин в своей рецензии, опубликованной на сайте «Киноафиша» сказал, что «периодически фильм выглядит даже относительно страшно, но иногда то скатывается в непростительное даже для хоррора нагнетание красок, а иногда то ли осознанно, то ли нет становится смешным». Критик также заметил сходство фильма с зарубежными картинами, сказав, что «неудивительно, что фильм дебютанта Александра Гришина похож на многие другие фильмы, и украинскую „Штольню“, и „Спуск“ Нила Маршалла, но более всего — на „Париж: Город мёртвых“. С американским ужастиком „Атакан“ объединяет стилистическая установка на псевдодокументальность. Но если зарубежный фильм более конкретен как мокьюментари, то отечественному фильму постоянно мешает стилистическая разболтанность». Вдобавок он раскритиковал героев за их «незаметность», сказав, что «нет в фильме персонажей, которым хочется сопереживать. Преподаватель Митин (Владимир Кузнецов), кажется, недостаточно экспрессивен и эксцентричен для помешанного на чертовщине фрика, а мотивация Норы (Ксения Плюснина) до конца фильма остаётся очень размытой. Финальный аккорд, который якобы должен был эту мотивацию прояснить, только больше вводит в недоумение».